# 古見站 (愛知縣)
古見站（日语：／ Komi eki */?）是位於日本愛知縣知多市，屬於名古屋鐵道常滑線的鐵路車站。車站編號為TA13。

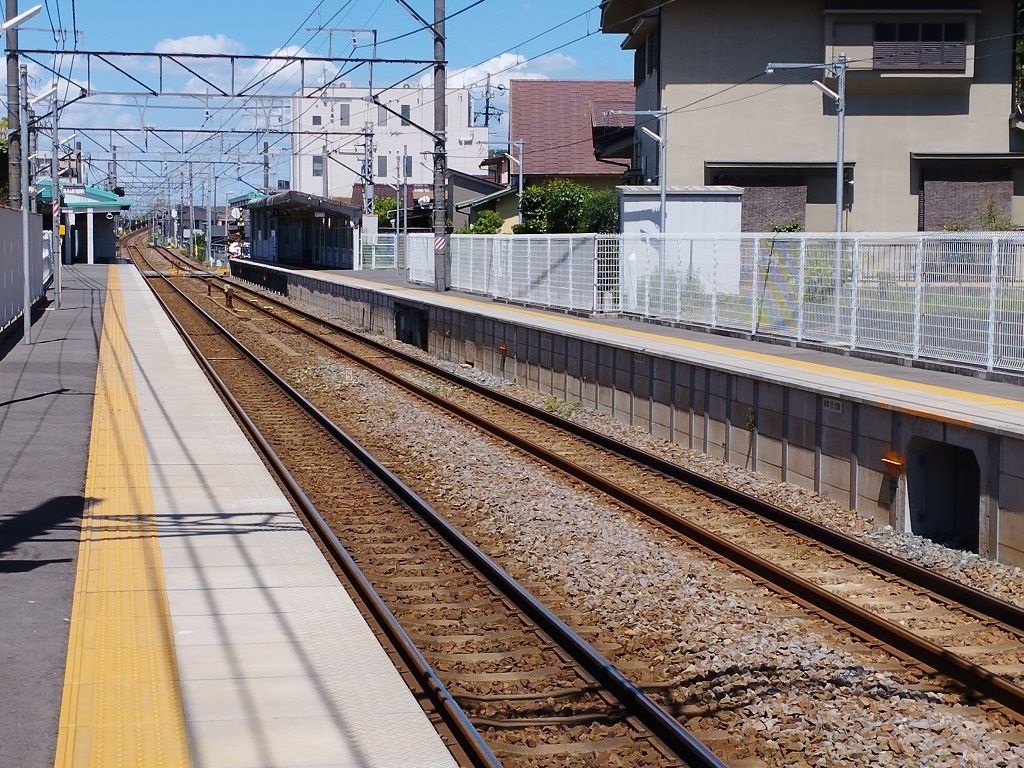
月台（2022年7月）

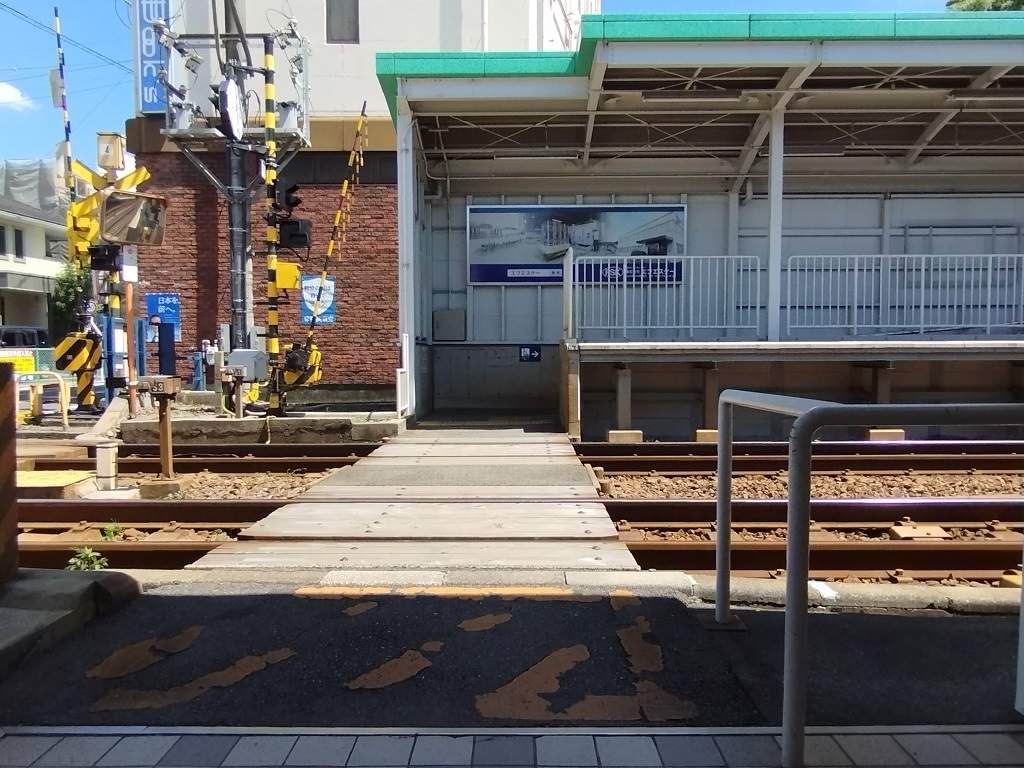
平交道（2022年7月）

## 車站構造
此站為可停靠6節編組的對向式月台2面2線的地面車站，並設有跨站式站房。
| 月台 | 路線   | 方向 | 目的地                 |
| ---- | ------ | ---- | ---------------------- |
| 1    | 常滑線 | 下行 | 中部國際機場方向       |
| 2    | 常滑線 | 上行 | 太田川、名鐵名古屋方向 |

### 配線圖
| ← 太田川、 名古屋方向 | 古見站 構內配線略圖 | → 常滑、 中部國際機場方向 |
| 图例 参考文献：       |                     |                           |

## 使用情況
| 年度               | 1日平均 上下車人次 |
| ------------------ | ------------------ |
| 2008年（平成20年） | 2,951              |
| 2009年（平成21年） | 2,927              |
| 2010年（平成22年） | 2,840              |
| 2011年（平成23年） | 2,807              |
| 2012年（平成24年） | 2,723              |
| 2013年（平成25年） | 2,753              |
| 2014年（平成26年） | 2,788              |
| 2015年（平成27年） | 2,890              |
| 2016年（平成28年） | 3,093              |
| 2017年（平成29年） | 3,241              |
| 2018年（平成30年） | 3,383              |

## 相鄰車站
名古屋鐵道
 常滑線
□μ-SKY、■特急、□快速急行
通過
■急行、■準急
朝倉（TA12）－古見（TA13）－新舞子（TA16）
■普通
朝倉（TA12）－古見（TA13）－長浦（TA14）

## 外部連結
- 古見 - 名古屋鐵道